# Эркал, Ребии
Реби́и Эрка́л (тур. Rebii Erkal; 20 февраля 1911 или 10 февраля 1911, Стамбул — ноябрь 1985, Стамбул) — турецкий футболист, играл на позиции полузащитника, участник Летних Олимпийских игр 1936 года. После окончания карьеры — футбольный тренер.

## Биография

### Клубная карьера
Учился в Галатасарайском лицее и в 1926 году стал игроком «Галатасарая». В составе «львов» в 1927, 1929 и 1931 годах выиграл Стамбульскую лигу.
В 1935 году перешёл в «Гюнеш», в составе которого выиграл 2 раза Стамбульскую лигу и Национальный дивизион в 1938 году. В 1939 году «Гюнеш» был закрыт и Эркал перешёл в «Фенербахче», в составе которого отыграл пять сезонов. Завершил карьеру в 1944 году.

### Карьера в сборной
Дебютировал в сборной Турции 27 сентября 1931 года в матча со сборной Болгарии — Турция проиграла матч сборной Болгарии 1:5.
В составе сборной Турции принимал участие на олимпийском футбольном турнире 1936 года, где сыграл в матче со сборной Норвегии (0:4). Всего за сборную Турции сыграл 5 матчей и забил 1 гол.

### Тренерская карьера
С 1945 по 1951 год работал главным тренером «Вефы».
В 1951 году в течение некоторого времени возглавлял сборную Турции. 17 июня 1951 года сборная Турции одержала победу над сборной ФРГ со счётом 2:1. Затем возглавлял «Адалет» и «Бейоглуспор».
С 1954 по 1955 год возглавлял «Вефу». Затем он работал главным тренером клубов «Бейкоз» и «Касымпаша».

### Смерть
Скончался 25 ноября 1985 года в Стамбуле в возрасте 74 лет.

## Достижения
«Галатасарай»
- Чемпион Стамбульской лиги (3): 1926/27, 1928/29, 1930/31

«Гюнеш»
- Чемпион Стамбульской лиги (2): 1936/37, 1937/38
- Победитель Национального дивизиона[англ.] (1): 1938

«Фенербахче»
- Чемпион Стамбульской лиги (1): 1943/44
- Победитель Национального дивизиона[англ.] (1): 1943